# 8710 Hawley
8710 Hawley este o planetă minoră (asteroid), cu un diametru de 11,406 km, din centura de asteroizi. A fost descoperită pe 15 mai 1994 la Observatorul Palomar de Charles P. de Saint-Aignan⁠(d). 
Obiectul prezintă o orbită caracterizată de o semiaxă mare de 2,6120989 UAi, o excentricitate de 0,16, o înclinație de 15,166 ° în raport cu ecliptica.